# 1798 dans le catholicisme
Chronologie du catholicisme
- 1794
- 1795
- 1796
- 1797
- 1798
- 1799
- 1800
- 1801
- 1802

Cet article présente les faits marquants de l'année 1798 dans le catholicisme.

## Évènements
- 15 février : Le pape Pie VI est fait prisonnier lors de la proclamation de la République romaine.
- 19 février : Le pape Pie VI est contraint de quitter Rome.

## Naissance
- 4 janvier : François-Georges Audierne, prêtre, historien et archéologue français († 23 octobre 1891)
- 6 janvier : Melchior Ferdinand Joseph von Diepenbrock, cardinal allemand, prince-évêque de Breslau († 20 janvier 1853)
- 5 février : Philippe Gerbet, prélat français, évêque de Perpignan († 7 août 1864)
- 7 février : Jean-Antoine-Marie Foulquier, prélat français, évêque de Mende († 20 février 1882)
- 18 février : Félix Verreydt, prêtre jésuite belge, missionnaire chez les Amérindiens († 1er mars 1883)
- 28 février : Étienne Rouchouze, prélat et missionnaire français, vicaire apostolique d'Océanie centrale († 13 mars 1843)
- 26 mars : Pierre Marcellin Bonamie, prélat et missionnaire français, supérieur général de la Congrégation des Sacrés-Cœurs de Jésus et de Marie († 8 juillet 1874)
- 1er avril : Jean-Baptiste Glaire, prêtre et orientaliste français († 25 février 1879)
- 5 avril : Franz von Bruchmann, prêtre rédemptoriste allemand († 23 mai 1867)
- 25 avril : Charles-François Baillargeon, prélat canadien, archevêque de Québec, précédemment évêque titulaire de Tlos (de) († 13 octobre 1870)
- 28 avril : Nicolas-Théodore Olivier, prélat français, évêque d'Évreux († 21 octobre 1854)
- 3 mai : Célestin Guynemer de la Hailandière, prélat et missionnaire français, évêque de Vincennes († 1er mai 1882)
- 4 juin : Jean-Honoré Bara, prélat français, évêque de Châlons-en-Champagne († 11 juillet 1864)
- 10 juin : Cosimo Corsi, cardinal italien, archevêque de Pise († 7 octobre 1870)
- 24 juin : Louis Persigan, prêtre et historien français († 12 octobre 1888)
- 29 juin : Pierre-Augustin Faudet, prêtre et théologien français († 30 octobre 1873)
- 15 juillet : Giampietro Secchi, jésuite, archéologue, épigraphiste et enseignant italien († 10 mai 1856)
- 24 juillet : Antonio Bresciani, prêtre, essayiste et écrivain italien († 14 mars 1862)
- 11 août : Antoine de Salinis, prélat français, archevêque d'Auch († 30 janvier 1861)
- 4 septembre : Costantino Patrizi Naro, cardinal italien de la Curie († 17 décembre 1876)
- 29 septembre : Michele Viale-Prelà, cardinal italien, diplomate du Saint-Siège, archevêque de Bologne († 15 mai 1860)
- 2 octobre : Sainte Théodore Guérin, religieuse et missionnaire française, fondatrice des Sœurs de la Providence de Saint Mary-of-the-Woods († 14 mai 1856)
- 6 octobre : Louis-Anne Nogret, prélat français, évêque de Saint-Claude († 8 janvier 1884)
- 10 octobre : Marie-Amélie Fristel, religieuse française, fondatrice des Sœurs des Saints-Cœurs de Jésus et de Marie, vénérable († 14 octobre 1866)
- 15 octobre : Johann Georg Müller, prélat allemand, évêque de Münster († 19 janvier 1870)
- 30 novembre : Pierre Berteaud, prélat français, évêque de Tulle († 2 mai 1879)
- 7 décembre : Louis-Joseph Delebecque, prélat belge, évêque de Gand († 2 octobre 1864)
- 17 décembre : Antonio Benedetto Antonucci, cardinal italien, évêque d'Ancône et Numana († 29 janvier 1879)
- 26 décembre : Étienne Chartier, prêtre et enseignant canadien, impliqué dans la rébellion de 1837 († 6 juillet 1853)

## Décès
- 5 janvier : Giandomenico Coleti, prêtre jésuite, missionnaire et érudit italien (° 5 octobre 1727)
- 23 janvier : Claude François Galmiche, prêtre français victime de la Révolution (° 5 juin 1745)
- 5 février : Ferdinand Ashmall, prêtre britannique centenaire (° 9 janvier 1695)
- 10 février : Juan Pablo Viscardo y Guzmán, jésuite, écrivain et indépendantiste péruvien (° 26 juin 1748)
- 11 février : Augustin Sibille, prélat français, évêque constitutionnel de l'Aube (° 1er octobre 1724)
- 9 mars : Guy Boulliotte, prêtre et homme politique français (° 28 octobre 1724)
- 17 mars : Martial-Louis de Beaupoil de Saint-Aulaire, prélat et homme politique français, évêque de Poitiers (° 1er janvier 1719)
- 20 mars : Ange-François de Talaru de Chalmazel, prélat réfractaire et homme politique français, évêque de Coutances (° 14 mai 1727)
- 27 avril : François Oudot, prêtre et homme politique français (° 12 septembre 1740)
- 29 avril : Nicolaus Poda von Neuhaus, prêtre jésuite et naturaliste autrichien (° 3 octobre 1723)
- 13 mai : Jean Joseph Marie de Guernes, prélat français, dernier évêque d'Aléria (° 23 mars 1725)
- 16 mai : Joseph Hilarius Eckhel, prêtre jésuite et numismate autrichien (° 13 janvier 1737)
- 24 mai : Jean-Baptiste Miroudot du Bourg, prélat français, évêque de Bagdad puis prélat constitutionnel (° 6 août 1722)
- 26 juin : John Murphy, prêtre et patriote irlandais, chef de la rébellion irlandaise de 1798 (° 1753)
- 12 juillet : François Antoine Marcucci, prélat italien, évêque de Montalto, fondateur des Pieuses ouvrières de l’Immaculée Conception (° 27 novembre 1717)
- 28 juillet : Agostino dal Pozzo, abbé, écrivain et historien italien (° 23 janvier 1732)
- 21 août : Corneille-François de Nélis, prélat, philosophe et homme d'État belge, évêque d'Anvers (° 5 juin 1736)
- 6 septembre : Jean-Joseph Havelange, prêtre réfractaire et théologien français, mort en déportation (° 18 mars 1747)
- 16 septembre : Frère Agathon, religieux français, supérieur général des Frères des écoles chrétiennes (° 4 avril 1731)
- 17 septembre : Saint Emmanuel Nguyen Van Trieu, prêtre et martyr vietnamien (° 1756)
- 17 novembre : Ignác Batthyány, prélat hongrois, évêque de Transylvanie (° 30 juin 1741)
- 21 novembre : Gabriel Lenkiewicz, prêtre jésuite polonais, vicaire général de la Compagnie de Jésus (° 15 mars 1722)
- 22 décembre : Nikolaus von Diesbach, prêtre jésuite, missionnaire et écrivain suisse (° 15 février 1732)
- 23 décembre : 
  - Félix-Antoine Blau, prêtre, théologien, révolutionnaire et homme politique allemand (° 15 février 1754)
  - Jean-Baptiste de Villeneuve, prélat français, évêque constitutionnel des Basses-Alpes (° 9 février 1727)
- Date précise inconnue : Henri Hachette des Portes, prélat français, dernier évêque de Glandèves (° 26 janvier 1709)